# 크라프트 폰 호엔로에랑엔부르크 공자
크라프트 폰 호엔로에랑엔부르크 공자(Kraft, Prince of Hohenlohe-Langenburg, 1935년 6월 25일 ~ 2004년 3월 16일)는 독일의 왕자이자 지주로 호엔로에랑엔부르크가의 명목상 수장이었다. 그는 에든버러 공작 필립의 조카였으며, 엘리자베스 2세 여왕의 시조카이자 찰스 3세 왕의 사촌이었다.